# Maloti-Drakensberg
Maloti-Drakensberg (engelska: Maloti-Drakensberg Transfrontier Conservation Area eller Maloti-Drakensberg Park) är ett transnationellt naturskyddsområde och som instiftades 11 juni 2001 genom en sammankoppling av Sehlabathebe nationalpark i Lesotho och uKhahlamba Drakensberg Park i KwaZulu-Natal, Sydafrika. 
Parken kommer att bli 16 226 km². Idag[när?] täcker denna 300 km långa fredspark omkring 8 113 km², därav 5 170 km² (64%) i Lesotho och 2 943 km² (36%) i KwaZulu-Natal. Områdets högsta berg är Thaba Ntlenyana (3 482 m).
De sammanslagna parkerna inkluderar Golden Gate Highlands nationalpark, QwaQwa nationalpark och Sterkfontein Dam naturreservat (Free State); uKhahlamba Drakensberg Park och Royal Natal nationalpark (KwaZulu-Natal) och Sehlabathebe nationalpark (Lesotho).
Parken är belägen i Drakensberg som utgör det högsta bergsområdet i regionen och skyddar unika ekosystem. Dessa ekosystem har en globalt betydelsefull växt- och djurmångfald, med unika habitat och en stor mängd endemiska arter. I parken finns även en mängd klippkonst med ett hundratal platser med tusentals bilder målade av Sanfolket.
2013 blev Maloti-Drakensberg ett världsarv efter en utvidgning av världsarvet uKhahlamba Drakensberg Park